# Bruchia aurea
Bruchia aurea är en bladmossart som beskrevs av Bescherelle 1877. Bruchia aurea ingår i släktet Bruchia och familjen Bruchiaceae. Inga underarter finns listade i Catalogue of Life.